# Edward Kevin Daly
Edward Kevin Daly (* 5. Dezember 1933 in Belleek, County Fermanagh, Nordirland; † 8. August 2016 in Derry) war ein irischer Geistlicher und römisch-katholischer Bischof von Derry.

## Leben
Edward Daly  besuchte das St Columb’s College, ein Jungengymnasium in Derry. Er trat in das Diözesanseminar ein und studierte Philosophie und Theologie am Päpstlichen Irischen Kolleg in Rom und empfing am 16. März 1957 die Priesterweihe. Daly war Vikar in Castlederg im County Tyrone; 1962 wurde er Vikar an der St Eugene’s Cathedral in Derry.
1972 war Daly Zeuge des als Blutsonntag („Bloody Sunday“) bekannt gewordenen Übergriffs britischer Soldaten auf unbewaffnete Demonstranten in Derry. Ein Pressefoto zeigt Daly, der mit einem weißen, blutverschmierten Taschentuch winkend den Abtransport eines sterbenden Jugendlichen – Jackie Duddy – begleitet. Das Foto wurde Vorlage eines der Murals im Stadtbezirk Bogside, mit denen an die Auseinandersetzungen erinnert wird. Großbritanniens Premierminister David Cameron entschuldigte sich 38 Jahre später offiziell für das Massaker bei den Familien der Opfer. Daly engagierte sich immer wieder gegen die Gewalt in Nordirland und geriet zwischen die Fronten der offiziellen britischen Behörden und der IRA.
Papst Paul VI. ernannte ihn am 31. Januar 1974 zum Bischof von Derry. Der Erzbischof von Armagh, William John Kardinal Conway, spendete ihm am 31. März desselben Jahres die Bischofsweihe; Mitkonsekratoren waren sein Amtsvorgänger Neil Farren und Erzbischof Gaetano Alibrandi, Apostolischer Nuntius in Irland. Am 26. Oktober 1993 nahm Papst Johannes Paul II. seinen vorzeitigen Rücktritt nach einem Schlaganfall an.
Daly schrieb gleich zwei Memoiren, Mister, Are You a Priest? (2000) und A Troubled See: Memoirs of a Derry Bishop (2011). In seinem zweiten Buch stellte er sich offen gegen die Verpflichtung zum Zölibat.

## Schriften
- Edward Daly: A Troubled See: Memoirs of a Derry Bishop. Four Courts Press, 2011, ISBN 978-1-84682-312-1 (englisch).
- Edward Daly: Do Not Let Your Hearts Be Troubled: Thoughts on Ministry to the Terminally Ill. Veritas, 2004, ISBN 1-85390-825-8 (englisch).
- Edward Daly: Mister, Are you a Priest? Four Courts, 2000, ISBN 1-85182-591-6 (englisch).
- Edward Daly, Kieran Devlin: The Clergy of the Diocese of Derry: an Index. Four Courts, 1997, ISBN 1-85182-335-2 (englisch).